# Щур, Владимир Иванович
Влади́мир Ива́нович Щур (род. 22 февраля 1953, Парышков, Киевская область) — советский и украинский скульптор.

## Биография
В 1968 году окончил восьмигодичную школу в селе Парышков и поступил в Остерский строительный техникум. В 1972 году получил профессию строитель. Работал на разных объектах до 1974 года. В июле 1977 года был зачислен на первый курс Киевского государственного художественного института (ныне Национальная академия изобразительного искусства и архитектуры) на скульптурный факультет. После окончания работал на Николаевском художественном комбинате скульптором до 1987 года. В начале 1988 года переехал в Киев. С того времени создал более сотни работ, среди которых портреты, фигуры, мемориальные доски, рельефы.

## Учителя
Борисенко Валентин Назарович, Вронский Макар Кондратьевич, Чепелик Владимир Андреевич, Савельев Марьян Иванович.

## Профессиональное членство
- Член Национального Союза художников Украины.

## Миссия
Увековечивание памяти выдающихся людей прошлого и современности. Поиск гармоничных форм в движении человека. Наполнение городской среды скульптурной эстетикой. Продолжение традиций мастеров эпохи Возрождения.

## Основные работы

### Памятники
- «Голый человек» - 1982
- «Рафаэль» - 1983
- «Греческий воин» - 1991 (Белая Церковь, парк Александрия (дендропарк))
- «Меркурий» - 1992
- «Паниковский» - 1997-1998 (Киев)
- «Проня Прокоповна и Голохвостый» - 1999 (Киев)
- «Леонид Быков» - 2001 (Киев)
- «Студенты» - 2002-2007 (Киев)
- «Городецкий» - 2004 (Киев)
- «Довженко и Демуцкий» - 2004-2008 (неустановлен)
- «Елена Телига» - 2008-2009 (Киев)

### Мемориальные доски
- мемориальная доска Ирине Молостовой и Борису Каменьковичу
- мемориальная доска Владимиру Варламовичу Мияковскому
- мемориальная доска митрополиту Василию Липковскому
- мемориальная доска Патриарху Мстиславу (Скрипнику)
- мемориальная доска Владимиру Копейчикову
- мемориальная доска Тарасу Шевченко